# Phenbenzamine
Phenbenzamine (Antergan) là thuốc kháng histamine có đặc tính kháng cholinergic.

## Tổng hợp

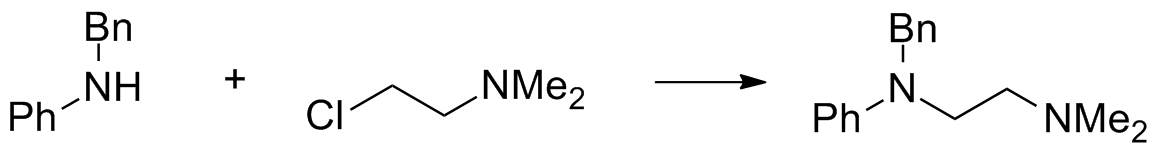
Tổng hợp phenbenzamine:

Antergan thienyl tương tự